# Municipio de Victory (Míchigan)
El municipio de Victory (en inglés: Victory Township) es un municipio ubicado en el condado de Mason en el estado estadounidense de Míchigan. En el año 2010 tenía una población de 1383 habitantes y una densidad poblacional de 14,63 personas por km².

## Geografía
El municipio de Victory se encuentra ubicado en las coordenadas 44°2′19″N 86°20′12″O / 44.03861, -86.33667. Según la Oficina del Censo de los Estados Unidos, el municipio tiene una superficie total de 94.54 km², de la cual 93,07 km² corresponden a tierra firme y (1,56 %) 1,47 km² es agua.

## Demografía
Según el censo de 2010, había 1383 personas residiendo en el municipio de Victory. La densidad de población era de 14,63 hab./km². De los 1383 habitantes, el municipio de Victory estaba compuesto por el 96,67 % blancos, el 0,36 % eran afroamericanos, el 0,72 % eran amerindios, el 0,07 % eran asiáticos, el 0,8 % eran de otras razas y el 1,37 % eran de una mezcla de razas. Del total de la población el 2,53 % eran hispanos o latinos de cualquier raza.